# Camelosphecia venator
Camelosphecia venator is een uitgestorven mierensoort. De wetenschappelijke naam van de soort werd voor het eerst geldig gepubliceerd in 2020 door Boudinot, Perrichot en Chaul.